# Itawamba County
Itawamba County is een county in de Amerikaanse staat Mississippi.
De county heeft een landoppervlakte van 1.379 km² en telt 22.770 inwoners (volkstelling 2000). De hoofdplaats is Fulton.